# Radovan Horvat
Radovan "Radica" Horvat (Zagreb, 5. listopada 1930. – Zagreb, 18. kolovoza 2016.) je bio hrvatski arhitekt.
Horvat je jedan od osnivača slobodnozidarske Velike lože Hrvatske osnovane 1994. godine u Zagrebu. Među osnivačima bio je i njegov brat Branimir. Izabran je za drugog velikog majstora Velike lože Hrvatske 2000. godine i na toj dužnosti se zadržao do 2003. godine.